# 后方镇
后方镇，是中华人民共和国河南省濮阳市台前县下辖的一个乡镇级行政单位。

## 歷史沿革
1949年前属山东省寿张县，东部属一区，西部属二区。1949年改属平原省。1952年复属山东省寿张县二区。1961年析侯庙公社东部、台前公社西南部，设立后方公社。1963年分属侯庙区、台前区。1964年属范县。1968年区改社。1976年析台前公社西部、侯庙公社东部复设后方公社。1978年属台前县。1984年改称后方乡。2025年2月撤乡设镇。

## 行政区划
后方镇下辖以下地区：
后方村、武口村、刘口村、耿楼村、王楼村、北张村、后张村、前张村、北辛庄村、殷庄村、前方村、刘仁村、东孙村、中孙村、芦里村、张庄村、玉皇岭村、姜庙村、大寺郭村、刘天渠村、仁和村、纸王村、大王村、东王坊村、西张庄村、东张庄村、王熬村、元官村、西王坊村和前李村。